# Palmqvist-metoden
Palmqvist-metoden (efter Sven Robert Palmqvist) är en vanlig metod för att bestämma brottseghet hos en hårdmetall. I detta fall representeras materialets brottseghet av den kritiska belastningsintensitetsfaktorn KIC.

## Tillvägagångssätt
Palmqvist metoden använder längden av hörnsprickorna i ett Vickers hårdhetsprov för att bestämma brottseghet. Den kritiska belastningsintensitetsfaktorn ges då av:
{\displaystyle K_{Ic}=6,2*{\sqrt {\frac {HV50}{\sum _{Spricklangder}\,}}}} och har enheten {\displaystyle Pa{\sqrt {m}}}, vilket med SI-enheter blir {\displaystyle {\frac {kg}{{\sqrt {m}}s^{2}}}}